# Léon Delahaye
Léon Delahaye (22 novembre 1844 – 16 juin 1896) est un compositeur français de la deuxième moitié du XIXe siècle ; Pianiste et professeur d'accompagnement, il a été l’un des « Chefs du chant » de l’Opéra de Paris

## Œuvres
- Daniel, oratorio en deux parties, sur un livret de Paul Collin.